# Nybyen
Nybyen is een kleine nederzetting op het eiland Spitsbergen in de gemeente Longyearbyen. De naam is Noors voor Nieuwe Stad.

## Geschiedenis
De nederzetting is in 1946/1947 gesticht voor de mijnwerkers van 'Mijn 2B' (later Julenissegruva genoemd, de 'mijn van de kerstman'), een van de vele kolenmijnen in de omgeving. In de 2e helft van de 20e eeuw werd Nybyen een belangrijk deel van Longyarbyen en kende een tijd lang een winkel. Tegenwoordig draait de economie van Nybyen om toerisme, onderzoek en mijnbouw. In voormalige mijnwerkersbarakken zijn toeristenverblijven gemaakt. Tevens is er Huset, een restaurant, club en bioscoop. Studenten van de Universitetssenteret på Svalbard wonen in zes gerenoveerde mijnwerkersbarakken.

## Ligging
Nybyen ligt op een hoger gelegen deel van de Longyeardalen ('het Longyeardal'), ten zuiden van Longyearbyen. Het centrum van Longyearbyen ligt op 2,5 kilometer afstand. Tussen beide woonkernen staat een school. Svalbard Airport ligt op 6 kilometer afstand; een busverbinding verzorgt het vervoer tussen het vliegveld en de toetistenverblijven. Ten zuiden van Nybyen ligt de heuvel Sarkofagen (Nederlands: 'de sarcofaag') van 513 meter hoogte.
Aan de westkant ligt Sverdrupbyen, vernoemd naar Einar Sverdrup (1895–1942), directeur van het mijnbedrijf Store Norske Spitsbergen Kulkompani. Hij was de leider van de Operation Fritham die probeerde om Spitsbergen voor de Geallieerden te behouden tijdens de Tweede Wereldoorlog. Sverdrup kwam tijdens de operatie om het leven. De meeste gebouwen van Sverdrupbyen zijn verwoest tijdens en brandoefening in de jaren 80.
Nybyen wordt soms ook wel Østre Sverdrupbyen ('Oost Sverdrupbyen') genoemd.